# Umbagog Lake
Der Umbagog Lake ist ein 31,8 km² großer See an der Grenze zwischen den US-Bundesstaaten New Hampshire und Maine. Er befindet sich demzufolge im Coös County und im Oxford County. Im See entspringt der 287 km lange Androscoggin River, in den See münden der Magalloway, der Rapid und der Dead Cambridge River. Im See befindet sich eine Reihe von Inseln, nämlich Big Island, Blake Island, Bear, Metallak, Blueberry Island, dann „C“ Island, schließlich Pine, Mosquito, Absalom und Black Island. Auf der New-Hampshire-Seite befindet sich das 300 Einwohner zählende Errol, auf der Maine-Seite Upton, das etwas mehr als 100 Einwohner hat.
Der Name geht auf indianische Wurzeln zurück. Wombagwog bedeutet ‚der weiße See‘ oder ‚der klare See‘.
Der See ist der Kern des Lake Umbagog National Wildlife Refuge, zu dem Wälder, Seen und Flüsse, sowie Feuchtgebiete gehören. Erreichbar ist der See praktisch nur durch Kanus, die in Errol vermietet werden.

## Geschichte
Unterhalb des Sees, meist am Androscoggin River, lebten in vorkolonialer Zeit die Androscoggin, Ammaroscoggin oder Arrosaguntacook, die dem Fluss den Namen gaben. Ihr eigener Name scheint etwas mit Fisch zu tun zu haben, doch genauer lässt sich die Bedeutung nicht mehr rekonstruieren. Sie lebten wahrscheinlich um Lewiston im Süden von Maine und wurden erst, in Anbiederung an Gouverneur Edmund Andros (Gouverneur von New York (1674–81), Neuengland (1686–89), Virginia (1692–97), Maryland (1693–94)), mit dem Namen „Andros-coggin“ belegt. Ein Pfad, der Androscoggin Trail oder Namas-ek-guagon (Fischspeerpfad), führte von der Merrymeeting Bay in Maine den Fluss aufwärts bis zum See. Von dort führte ein Pfad nordwärts über die Berge, der als Magallibu-Pfad (Karibupfad) bekannt war.
Die genannten lokalen Indianer lebten nahe an den frühen englischen Siedlungen und gerieten mit den Siedlern in Konflikte. Vor allem wurden sie aber durch Epidemien dezimiert. 1690 wurde ihr Dorf von Engländern niedergebrannt, ihr Anführer, Benjamin Church, tötete einige der Gefangenen und führte die Frauen und Kinder der Häuptlinge Kankamagus und Worombo als Gefangene fort. Im Austausch gegen die Verwandten handelten am 23. November 1690 mehrere Sachems in Sagadahoc einen Frieden mit den Engländern aus. Doch mit Hilfe der mit England verfeindeten Franzosen kam es zu Gegenangriffen, wie am 17. Juli 1694 auf Oyster Bay. Unter dem englischen Siedlungsdruck zogen die Wawenoc, die an der Flussmündung lebten, weiter aufwärts und vereinten sich mit den Arrosaguntacook. Als der Druck auch hier zunahm zogen die vereinten Stämme weiter aufwärts zu den Rocameca, mit denen sie nunmehr zusammenlebten. Als 1725 die Pequawket gegen die Engländer unterlagen, zogen die Stämme zum kanadischen St. Francis weiter. Die dortigen Einwohner übernahmen die Abenaki-Sprache des führenden Stammes der Arrosaguntacook.
In den 1960er Jahren sollte der See für den Abbau von Diatomeenerde freigegeben werden, Mitte der 1980er Jahre sollte für den Bau eines Kraftwerks ein über sechs Kilometer langer Tunnel unter dem See gegraben werden. Beide Projekte wurden abgelehnt. Als der Holzeinschlag sich nicht mehr lohnte, sollten Seegrundstücke privatisiert und bebaut werden. Zwar kaufte die Forest Society 1983 die 156 Acre große Big Island im See, doch drohte dem Seeufer weiterhin das Schicksal der meisten Seen Neuenglands, nämlich die Bebauung, wie am Lake Winnipesaukee. 1986 gründete die Forest Society den Trust for New Hampshire Lands, der organisatorisch und finanziell half, das New Hampshire Land Conservation Investment Program politisch durchzusetzen, das 48,6 Millionen Dollar für den Landkauf vorsah. Man nahm 1988 Verhandlungen mit den beiden größten Landeignern, den Papierproduzenten James River Corporation und Boise Cascade auf. Nutzungsverbote konnten zunächst nur in wenigen Kernbereichen durchgesetzt werden, denn die Gesellschaften beharrten auf ihren Einschlagsrechten. Dies betraf 2.258 Acre, hinzu kamen 1992 3.348 Acre Uferlagen von privaten Besitzern, die ihre gewohnten Nutzungsrechte behielten. Der U.S. Fish and Wildlife Service sollte 7.000 Acre Feuchtgebiet erwerben, um daraus ein Wildlife Refuge zu machen, ein Schutzgebiet, wie es das National Wildlife Refuge System seit 1903 betreibt. Dieses Refuge wurde 1992 eingerichtet, nachdem es zunächst 1990 in Berlin zu Widerstand gekommen war. Bereits 1972 hatte das Innenministerium des Bundes dafür gesorgt, dass das vorgesehene Gebiet als Floating Bog National Natural Landmark begrenzt geschützt wurde. Seit 1997 sieht der Wildlife Improvement Act nicht nur einen Vorrang des Naturschutzes in diesen Gebieten vor, sondern auch genaue Dokumentationen, Monitoring und Managementpläne. Damit verlagerte sich der Schwerpunkt, der bis 1973 auf dem Schutz von Migrationsgebieten für Vögel gelegen, sich dann auf den Schutz bedrohter Arten verlagert hatte, nunmehr auf den Erhalt aller Habitate und ihrer Arten. Das Hauptquartier des Schutzgebiets liegt in einer kleinen Hütte an Route 16 am Magalloway River. 2001 konnte von der Hancock Timber Resource Group ein Gebiet von 6.218 Acre erworben werden, womit das Schutzgebiet eine Fläche von 16.300 Acre umfasste. Heute rückt neben die bisherigen Aufgaben der Ausgleich mit den Folgen touristischer Nutzung in den Vordergrund.

## Geographie

### Flora
Nach Angaben der Northern Forest Alliance lebten 2002 29 bedrohte Pflanzenarten am Umbagogsee. Zu den erfassten Gruppen zählen allein 16 Farne, 4 Schachtelhalme und 3 Bärlapppflanzen, etwa 60 Baum- und Straucharten sowie 160 Bedecktsamer.

### Fauna
Am Umbagogsee leben Elche, Schwarzbären ebenso wie Rotluchse (genauer Lynx rufus gigas (Bangs)) und Fichtenmarder (Martes americana) im Gebiet um den See. Der Umbagogsee gilt als einer der artenreichsten und am besten geschützten Seen Neuenglands.
Bisher wurden 229 Vogelarten gezählt, von denen 137 im Gebiet des Sees brüten, davon allein 24 Sperlingsvögel sowie neun Seetaucher-Paare einer Taucherart mit besonders markantem Ruf. Die wissenschaftliche Beobachtung und Erfassung der Vogelpopulationen erfolgte anfangs vor allem durch den Amateur William Brewster († 1909), der hier zwischen 1871 und 1909 Pionierarbeit leistete. Seine mehr als 600 Seiten umfassende Dokumentation wurde posthum 1924 von der Harvard University veröffentlicht. Als die Seetaucher in fast ganz Neuengland ausgerottet waren, überlebten sie am Umbagogsee. Nachdem 39 Jahre lang keine brütenden Weißkopfseeadler mehr nachgewiesen werden konnten, tauchten sie 1988 wieder auf. 
Im Gebiet des Sees finden sich Fischadler (Pandion haliaetus), Wanderfalken (Falco peregrinus), Kornweihen (hier Northern Harrier genannt), Kanadareiher (Ardea herodias), aber auch der Merlin (Falco columbarius) sowie eine Reihe von Wasservögeln. Die meisten Vögel Neuenglands sind Zugvögel, von denen der Gelbschnabel-Sturmtaucher in der Unterart Calonectris borealis sogar von den Kanaren kommend den Atlantik überquert, oder die Hudsonschnepfe, die im Herbst von der Südspitze Amerikas kommt.  Der See ist Brutgebiet verschiedener Vogelarten, die zum Teil bedroht sind. Zu den häufig zu beobachtenden Arten zählen die Blauflügelente (Anas discors) und ihr grünflügliges Gegenstück (Anas carolinensis), die sich hier ganzjährig aufhält; dann die Ringschnabelente oder Halsringente (Aythya collaris), Schellente (Bucephala clangula), die Brautente (Aix sponsa), die Dunkelente (Anas rubripes), Kappensäger (Lophodytes cucullatus) oder die amerikanische Unterart des Gänsesägers (Mergus merganser).

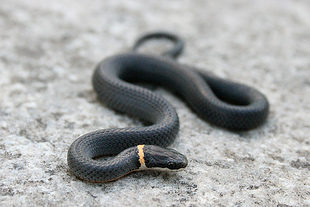
Diadophis punctatus edwardsii, eine Halsbandnatter

Fünf Schlangenarten können im Gebiet angetroffen werden, nämlich Red Belly Snake, die Gewöhnliche Strumpfbandnatter, dann Thamnophis sauritus septentrionalis, eine Unterart der Östlichen Bändernatter, die Halsbandnatter Diadophis punctatus edwardsii oder Northern Ringneck Snake, schließlich die smooth green snake (Opheodrys vernalis), eine Grasnatternart. Des Weiteren kommen drei Schildkrötenarten vor, nämlich die Schnappschildkröte, die Waldbachschildkröte und die Zierschildkröte.
Der See ist ausgesprochen fischreich. Zu den häufigsten Arten zählen Bachsaibling (Salvelinus fontinalis), Atlantischer Lachs (Salmo salar), Schwarzbarsch (Micropterus dolomieu), Arktischer Stint (Osmerus mordax), Amerikanischer Flussbarsch (Perca flavescens), Kettenhecht (Esox niger), die Saugkarpfen-Arten Catostomus catostomus und Catostomus commersoni, Katzen- oder Zwergwels (Ameiurus nebulosus), darüber hinaus Gemeiner Sonnenbarsch oder Kürbiskernbarsch (Lepomis gibbosus), der hier als ‚Fallfish‘ bezeichnete Semotilus corporalis, sowie Alosa pseudoharengus (alewife) und Amerikanischer Seesaibling (Salvelinus namaycush).